# محمد فنيطل الديحاني
محمد فنيطل الديحاني مواليد 4 نوفمبر 1965 في الكويت، هو مواطن كويتي اعتقل إلى غوانتانامو في 3 مايو 2002. وأفرج عنه في 2005. وهو جامعي وموظف في ديوان المحاسبة وله ستة أولاد وكان قد ضبط أثناء قيامه بأعمال الإغاثة على الحدود الباكستانية - الأفغانية.